# Ngày hội Sức khỏe Toàn cầu
Ngày hội Sức khỏe Toàn cầu (tiếng Anh: Global Wellness Day, viết tắt: GWD) là một tổ chức phi lợi nhuận do Belgin Aksoy, nữ doanh nhân người Thổ Nhĩ Kỳ khởi xướng. Ngày hội được tổ chức vào ngày thứ bảy thứ 2 của tháng 6 hàng năm, nhằm nâng cao nhận thức về sức khỏe và lối sống lành mạnh. Bắt đầu từ năm 2012 ở Istanbul, GWD được hưởng ứng tại hơn 5.000 địa điểm khắp 150 quốc gia tính đến năm 2019.

## Mục đích
- Nhận ra giá trị cuộc sống
- Tạm ngưng và suy nghĩ, dù chỉ trong một ngày
- Thoát khỏi căng thẳng đến từ cuộc sống và những thói quen xấu
- Làm lành với bản thân
- Nâng cao nhận thức và khuyến khích lối sống lành mạnh, không chỉ cho hôm nay mà còn suốt 364 ngày còn lại trong năm.

## Ý nghĩa
Khái niệm sức khỏe của GWD bao hàm sức khỏe thể chất, sức khỏe tinh thần và chất lượng môi trường sống. GWD hướng tới sự phát triển bền vững và hạnh phúc của cá nhân, cộng đồng và môi trường xung quanh.

## 7 bước sống khỏe
Ngày hội Sức khỏe Toàn cầu đưa ra 7 thói quen giúp mọi người sống tốt hơn, mà không phụ thuộc vào hoàn cảnh kinh tế hay địa vị xã hội. Mỗi cá nhân có thể không hoàn thành đủ 7 bước, nhưng quan trọng là thường xuyên áp dụng một hay nhiều thói quen này vào cuộc sống hàng ngày.
1. Đi bộ trong một giờ
2. Uống nhiều nước
3. Không sử dụng chai nhựa
4. Sử dụng thực phẩm tốt cho sức khỏe

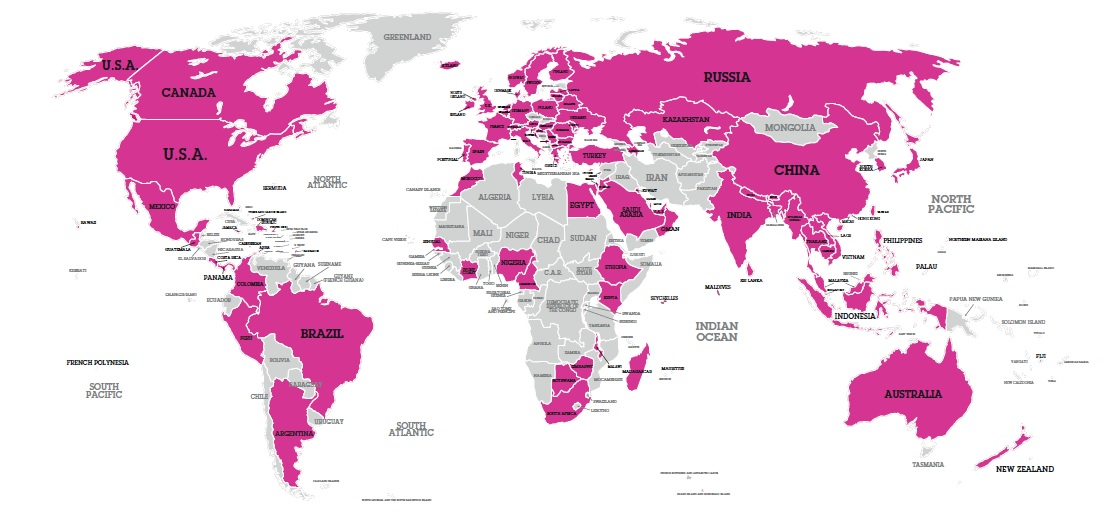
Những quốc gia tham gia hưởng ứng Ngày hội Sức khỏe Toàn cầu

5. Làm một việc tốt
6. Ăn tối cùng gia đình
7. Ngủ trước 10 giờ

## Lịch sử
Năm 2004, ý tưởng về một ngày dành riêng cho sức khỏe bắt đầu được Belgin Aksoy ấp ủ khi cô phải cách ly 9 ngày tại bệnh viện để điều trị ung thư bằng liệu pháp Iod phóng xạ.
Năm 2012, dự định này trở thành hiện thực. Cô tổ chức một ngày hội sức khỏe trong lãnh thổ Thổ Nhĩ Kỳ trong suốt 2 năm liền.
Năm 2014, Belgin Aksoy đưa Ngày hội Sức khỏe ra phạm vi toàn cầu. Ngày 25/08/2014, Ngày hội Sức khỏe Toàn cầu xuất hiện tại Lễ trao giải Emmy tại Los Angeles, được giới thiệu đến những ngôi sao quốc tế như Ty Burrell, Jesse Tyler Ferguson, Joe Morton, Chris Hardwick, Jay Pharoah, Jordan Peele, Keegan-Michael Key, Josh Charles, Matt Weiner và Mayim Bialik. Nhiều diễn viên ký tên vào chiến dịch "Tôi ủng hộ lối sống lành mạnh" trên website chính thức của GWD.
Năm 2018, Ngày hội Sức khỏe Toàn cầu được tổ chức tại 4,000 địa điểm trên 100 quốc gia, kết hợp thêm chủ đề "Sức khỏe trẻ em" vào thông điệp chính của chương trình.

Năm 2019, Ngày hội Sức khỏe Toàn cầu được hưởng ứng tại 5,000 địa điểm trên 150 quốc gia với chủ đề "Sức khỏe trẻ em và cộng đồng".

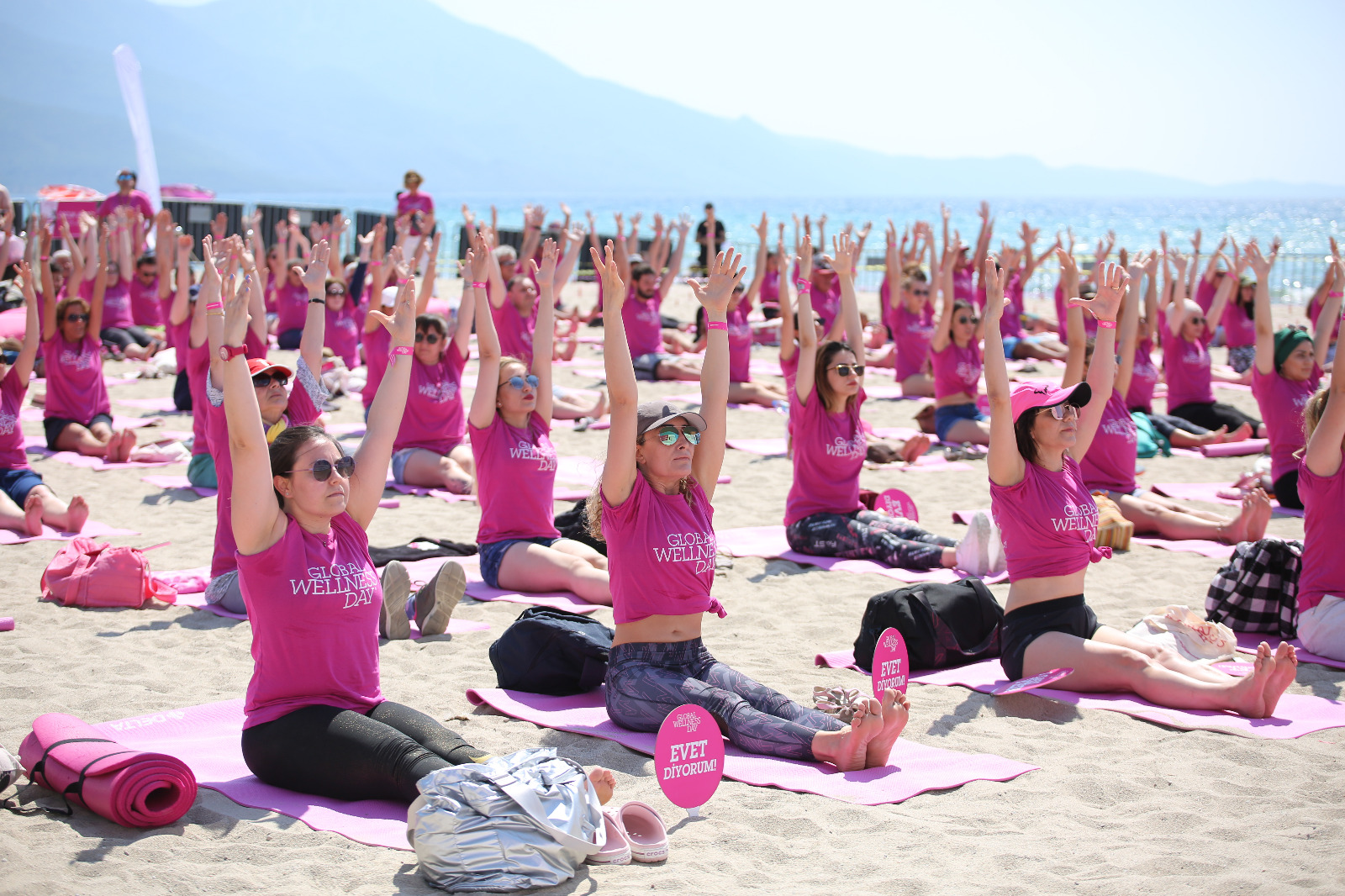
Ngày hội Sức khỏe Toàn cầu 2019 tại Thổ Nhĩ Kỳ

Năm 2020, dưới ảnh hưởng của đại dịch COVID-19, Ngày hội Sức khỏe Toàn cầu được tổ chức dưới dạng phát sóng trực tiếp các hoạt động thể chất như yoga, nhảy zumba, lớp học nấu ăn... trên mạng xã hội YouTube trong suốt 24 giờ, bắt đầu tại Sydney và kết thúc tại Los Angeles. 

## Ngày hội Sức khỏe Toàn cầu tại Việt Nam

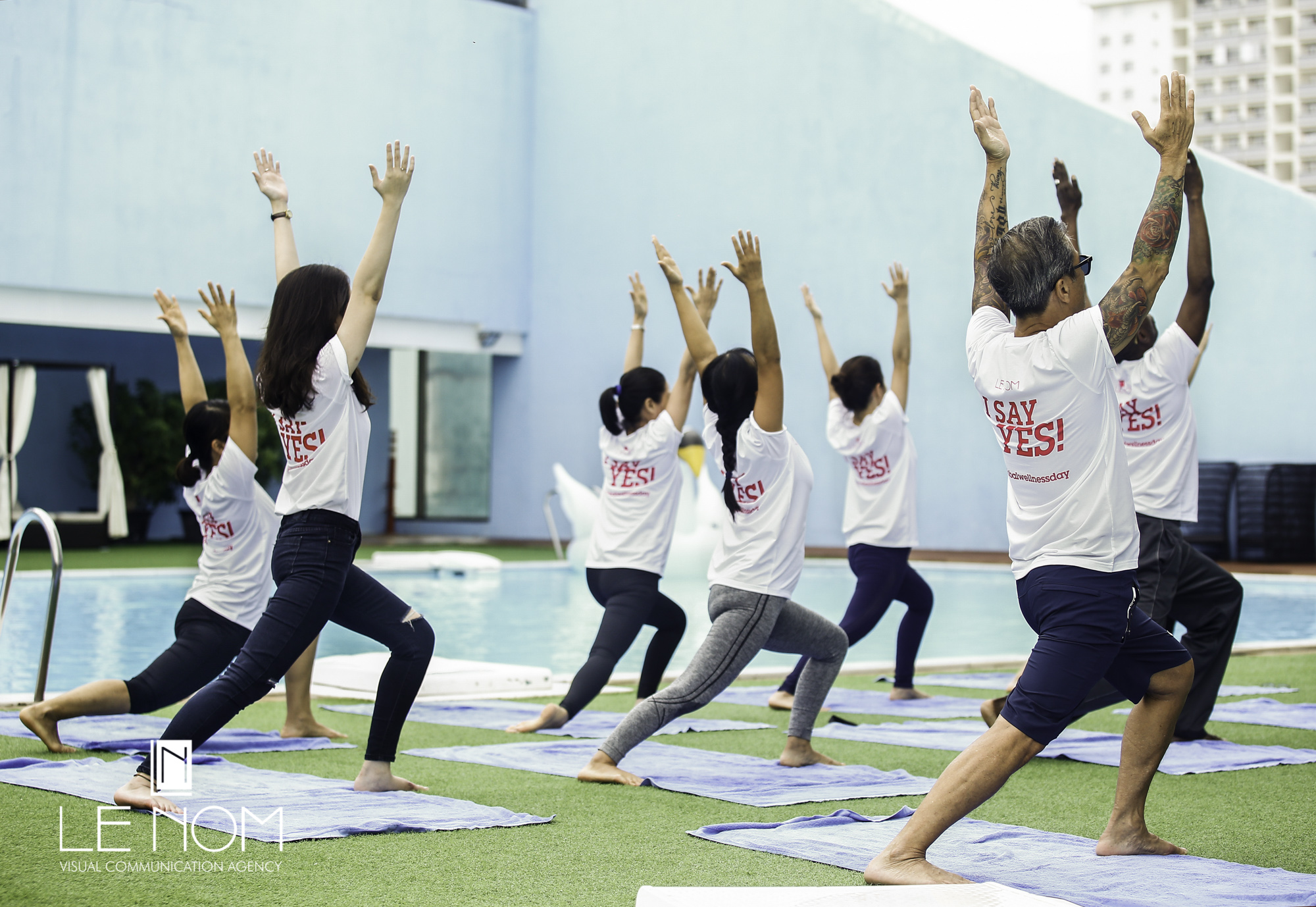
Global Wellness Day Việt Nam 2019 tại Khách sạn Pullman Vũng Tàu

Năm 2016, Ngày hội Sức khỏe Toàn cầu được tổ chức lần đầu tại Việt Nam và khách sạn Caravelle Saigon là đại diện đầu tiên và chính thức của Việt Nam hưởng ứng GWD. Ngày hội chính thức diễn ra vào lúc 6 giờ 30 phút sáng ngày 11/06 tại tầng thượng khách sạn Caravelle Saigon. Điểm nhấn của chương trình là hoạt động thể dục tập thể và nhảy zumba do các huấn luyện viên chuyên nghiệp từ California Fitness & Yoga hướng dẫn, với sự hiện diện của hai đại sứ chương trình tại Việt Nam: Aldo Belkouar và Henri Hubert.

Năm 2019, Ngày hội Sức khỏe Toàn cầu được tổ chức tại các thành phố lớn khác như Hà Nội và TP.HCM trên tuyến phố đi bộ Hồ Hoàn Kiếm và đường Nguyễn Huệ. Sự kiện chính thức được tổ chức tại Alba Wellness Valley By Fusion, Huế với sự tham gia của 400 trẻ em và thanh thiếu niên.
"Với mong muốn lan truyền lối sGlobal Wellness Day Việt Nam 2019 tại Khách sạn Pullman Vũng Tàu.jpgống xanh, sạch, khỏe mạnh và hạnh phúc trong cộng đồng, chúng tôi hy vọng rằng Ngày hội Sức khỏe Toàn cầu 2019 sẽ mang lại những lợi ích đáng kể cho thế hệ trẻ trong vùng. Bên cạnh một ngày được vui chơi hết mình với các hoạt động rèn luyện thể chất và tinh thần, các em còn được tiếp thu những kiến thức mới, những thói quen mới giúp thay đổi cuộc sống của mình, theo đúng tinh thần mà Ngày hội Sức khỏe Toàn cầu đã đề ra".

- Tổng Giám đốc khu nghỉ dưỡng Alba Wellness Valley by Fusion phát biểu tại Ngày hội Sức khỏe Toàn cầu Việt Nam 2019
Năm 2021, Ngày hội Sức khỏe Toàn cầu Việt Nam lên kế hoạch cho chuỗi các hoạt động khác nhau, bao gồm "Wellness Dinner", tọa đàm nâng cao nhận thức về sức khỏe với sinh viên, chiến dịch thử thách truyền thông nhằm lan tỏa thông điệp sức khỏe đến cộng đồng. Chương trình phối hợp với các khu nghỉ dưỡng, khách sạn, trường học, thể thao, nhà hàng, đầu bếp, spa... với mong muốn giúp đỡ những người có hoàn cảnh khó khăn, với sự đồng hành hỗ trợ của Quỹ VinaCapital.

## Giải thưởng

### Giải thưởng Sáng tạo ISPA 2016
Tháng 8/2016, Hiệp hội Spa Quốc tế trao Giải thưởng Sáng tạo để công nhận tầm nhìn sáng tạo, mức độ cam kết và thành quả của Ngày hội Sức khỏe Toàn cầu như một sáng kiến từ thiện.

### Chiến thắng Cuộc thi Đồ họa thông tin 2014
GWD tham gia Hội nghị thượng đỉnh Chăm sóc sức khỏe và Spa Quốc tế lần thứ 8, được tổ chức từ ngày 10-12 tháng 9 năm 2014 tại Marrakesh, Vương quốc Maroc. Trong cuộc thi làm phim hoạt hình thời lượng 1 phút mang tên "Tương lai của ngành Chăm sóc sức khỏe", đồ họa thông tin dự thi của GWD nhận giải nhất trong tổng 50 quốc gia tham dự.